# الین مگنوسون
الین مگنوسون (انگلیسی: Elin Magnusson؛ زادهٔ ۲ ژوئن ۱۹۸۲) بازیکن فوتبال اهل سوئد است.
از باشگاه‌هایی که در آن بازی کرده‌است می‌توان به باشگاه فوتبال کیف اوربرو دی‌اف‌اف اشاره کرد.
وی همچنین در تیم ملی فوتبال زنان سوئد بازی کرده‌است.